# Gabriel Rukavina
Gabriel Rukavina (Zagreb, 16. siječnja 2004.) hrvatski je nogometaš koji igra na poziciji lijevog krila. Trenutačno igra za Rijeku.

## Klupska karijera

### Dinamo Zagreb II
Za Dinamo Zagreb II, drugu momčad Dinama, debitirao je 20. kolovoza 2021. u utakmici 2. HNL protiv druge momčadi Osijeka koja je završila 1:1. Postigao je pogodak u svom idućem nastupu za klub i to 10. rujna u ligaškom susretu protiv Croatije Zmijavci koji je završio 2:2. Dvaput je bio strijelac 24. travnja 2022. u ligaškoj utakmici protiv Dugopolja koja je završila 3:1.

### Dinamo Zagreb
Za Dinamo Zagreb debitirao je 19. veljače 2023. kada je Varaždin poražen 1:3.

### Gorica (posudba)
Posuđen je Gorici 9. veljače 2024. Za Goricu je debitirao dva dana u kasnije u utakmici HNL-a u kojoj je Gorica izgubila 0:2 od Rijeke. Svoj prvi klupski pogodak postigao je 30. ožujka u ligaškoj utakmici u kojoj je Varaždin izgubio 2:4.

### Rijeka
Rukavina je s Rijekom 16. srpnja 2024. potpisao četverogodišnji ugovor.

## Reprezentativna karijera
Nastupao je za selekcije Hrvatske do 15, 16, 17, 18, 19 i 21 godine.

## Osobni život
Sin je Tomislava Rukavine.

## Priznanja

### Klupska
Dinamo Zagreb
- HNL (2): 2022./23., 2023./24.
- Hrvatski nogometni kup (1): 2023./24.

Rijeka
- HNL (1): 2024./25.
- Hrvatski kup (1): 2024./25.

## Vanjske poveznice
- Profil, Hrvatski nogometni savez
- Profil, Transfermarkt (engl.)